# Gameplay
Gameplay — журнал про відеоігри. Видавався російською мовою в Україні видавничим домом ITC Publishing. Виходив з серпня 2005 по червень 2010 року. Головним редактором з початку заснування журналу до червня 2008 був Сергій Гальонкін, а з червня 2008 і до закриття видання (червень 2010 року) Ганна Зінченко.

## Закриття видання
Офіційно про закриття видання 20 травня 2010 року повідомила головний редактор, Ганна Зінченко, на сторінках свого особистого блогу на сайті gameplay.com.ua
Після закриття журналу продовжував роботу його офіційний сайт gameplay.com.ua
30 червня 2014 року сайт офіційно припинив свою роботу.